# San Nazaro in Brolo

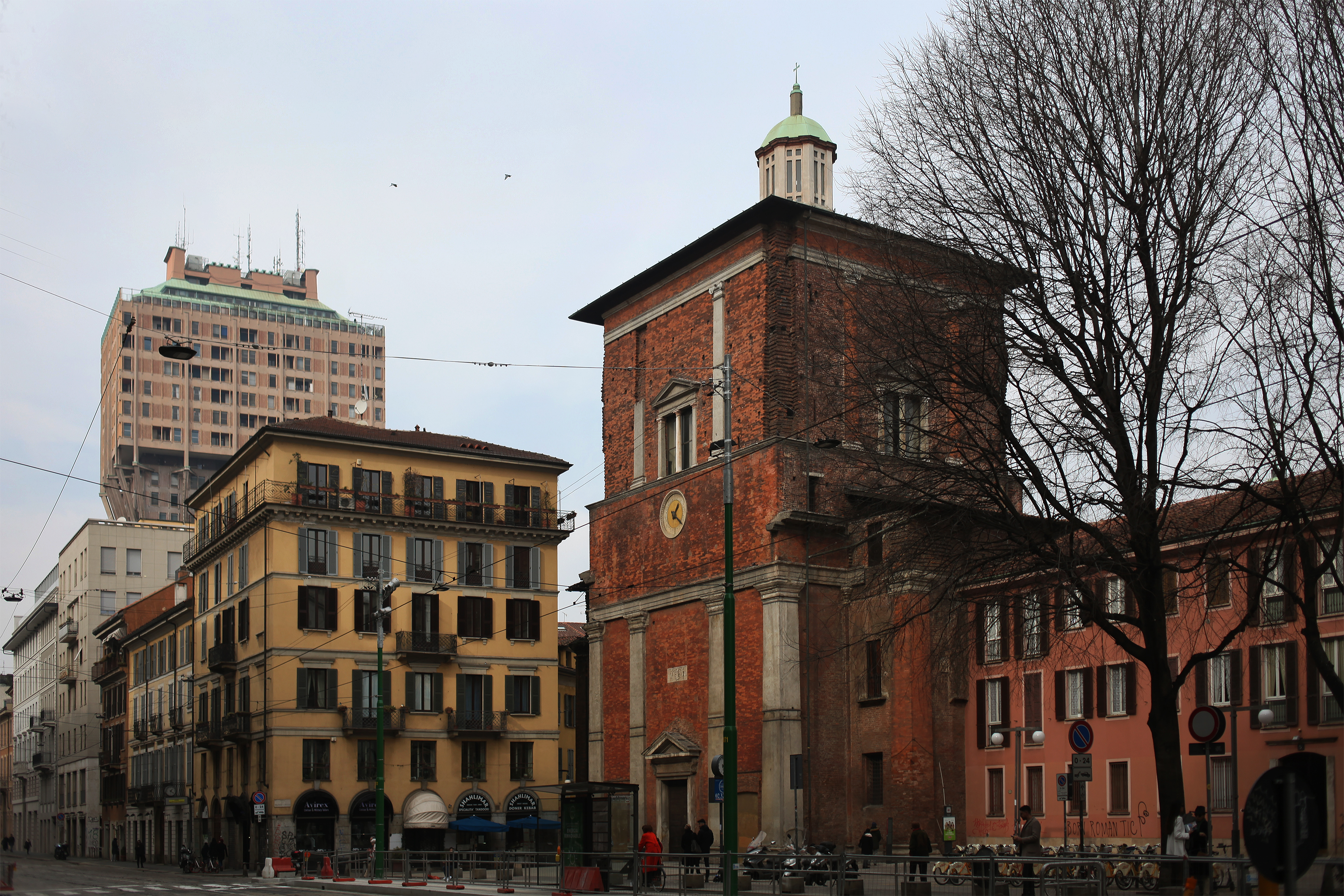
San Nazaro in Brolo mit Torre Velasca im Hintergrund

Die Kirche der Heiligen Apostel und des Heiligen Nazarius (Originaler frühchristlicher Name basilica apostolorum), gemeinhin San Nazaro in Brolo genannt, ist eine der ältesten Kirchen in Mailand. Sie befindet sich auf der Piazza Nazario e Celso in Brolo.

## Patrozinium
Die Basilika heißt nach dem frühchristlichen Märtyrer Nazarius. Dessen Gebeine wurden zusammen mit denen seines Gefährten Celsus 395 von Bischof Ambrosius von Mailand aufgefunden und erhoben. Der Beiname in Brolo stammt von dem Broletto Vecchio, auch bekannt als Brolo dell’Arcivescovo oder Brolo di Sant’Ambrogio, dem ersten dokumentierten Regierungssitz der Stadt, der diese Rolle während der Zeit der Kommunen im Spätmittelalter innehatte. Der Broletto Vecchio gab dem Contrada del Brolo seinen Namen, zu dem auch die Basilika San Nazario in Brolo gehört. Das Broletto Vecchio beendete diese Funktion im Jahr 1251, als der Gemeindesitz in den Palazzo della Ragione verlegt wurde, der auch als Broletto Nuovo bekannt ist. Der Palazzo della Ragione wurde später in den Königlicher Palast (Mailand) umgestaltet.

## Beschreibung

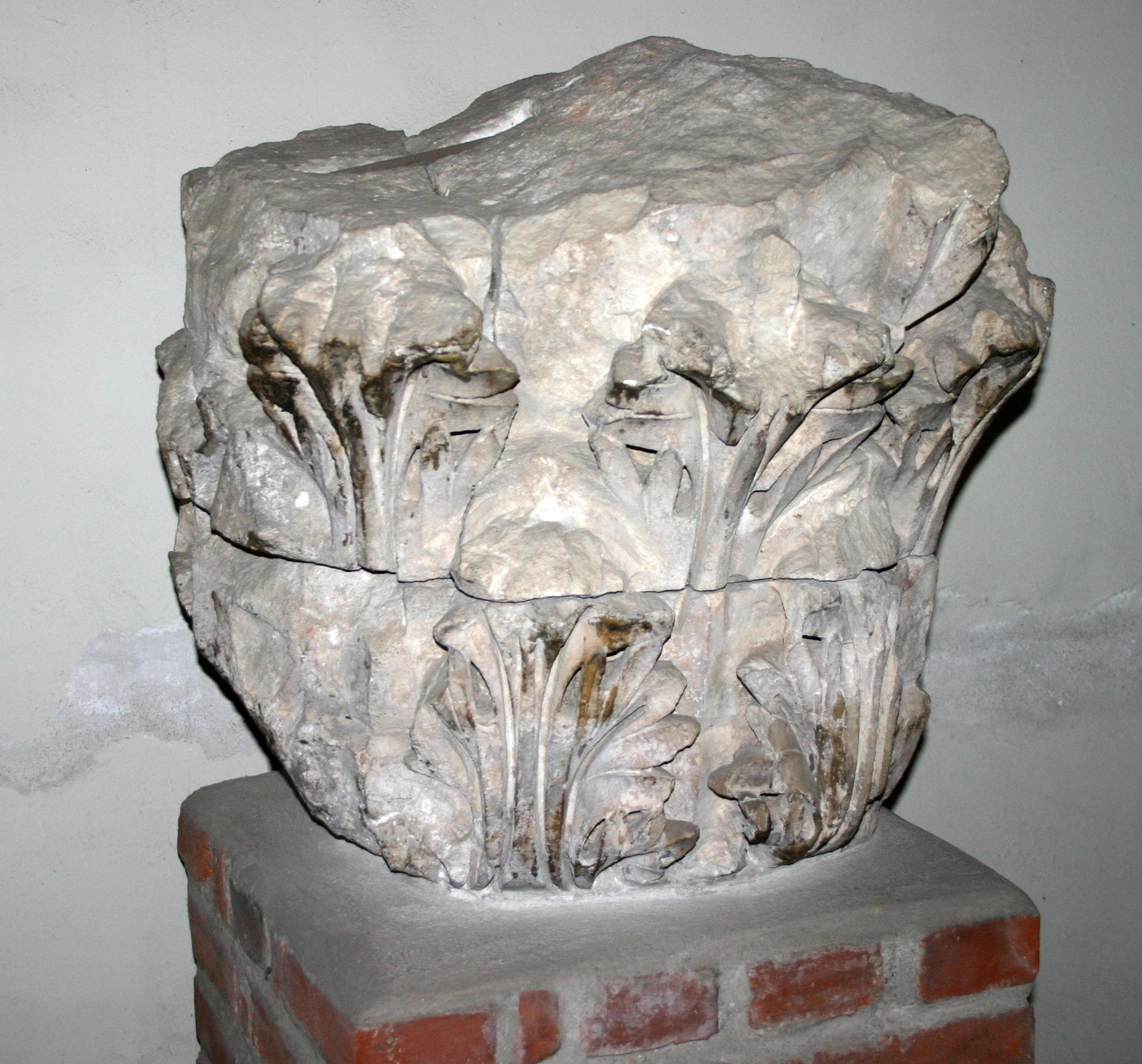
Römisches Kapitell, Überbleibsel der antiken frühchristlichen Basilika, im östlichen Arm von San Nazaro in Brolo, Mailand

Sie ist die älteste lateinisches Kreuzkirche in der Geschichte der abendländischen Kunst und wurde in dieser Form zur Feier der Auferstehung Jesu errichtet, wie eine Inschrift an den Wänden des Chores bezeugt. Der Komplex besteht aus der Basilika und dem späteren Mausoleo Trivulzio und der Kapelle Santa Caterina, die beide aus der Renaissance stammen. Das Trivulzio-Mausoleum, eine monumentale Kapelle, die von Bramantino erbaut wurde, verdeckte die ursprüngliche Fassade der Basilika und veränderte ihr Aussehen grundlegend. Zusammen mit den Kirchen San Dionigi, Sant’Ambrogio und San Simpliciano zählt San Nazaro in Brolo zu den vier Ambrosianischen Basiliken, das heißt denjenigen, die von Ambrosius von Mailand errichtet wurden.
Erbaut zwischen 382 und 386 in der Römischen Ära Spätkaiserzeit auf Veranlassung des Bischofs von Mailand Sankt Ambrosius, als die römische Stadt Mediolanum (das heutige Mailand) Hauptstadt des Weströmischen Reiches war (eine Rolle, die sie von 286 bis 402 innehatte), 1075 wurde sie durch einen verheerenden Brand schwer beschädigt und in Lombardische Romanik. Im 17. Jahrhundert und 18. Jahrhundert fanden zahlreiche Umbauten statt, wobei die Innenräume zwischen 1828 und 1832 in klassizistischen Formen renoviert wurden. Sie ist eine der frühchristlichen Basiliken von Mailand.
Das rechte Querschiff beherbergt einige bedeutende Kunstwerke. Auf der linken Seite befindet sich die Kreuzigung von Bonino da Campione: Dieses Flachrelief, das auf das 14. Jahrhundert zu datieren ist, stellt mit äußerster Klarheit und Wahrhaftigkeit Christus tot am Kreuz dar, während Maria seine Mutter und Johannes (Apostel) an den Seiten knien. Auf der rechten Seite befindet sich jedoch ein Letztes Abendmahl aus der Renaissance von Bernardino Lanino.

## Geschichte

### Frühchristliche Kirche

Lage im spätantiken Mailand

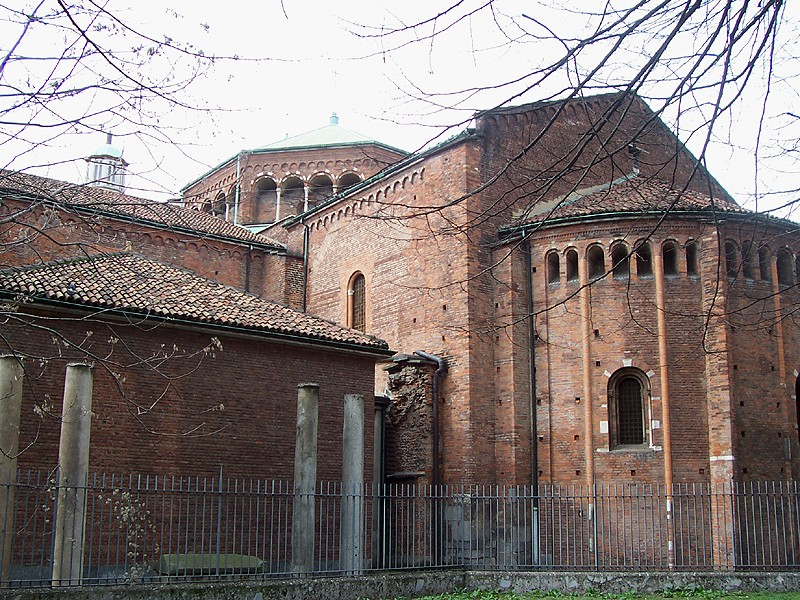
Links, vor der Apsis der Kirche San Nazaro in Brolo, die vier überlieferten Säulen der Via Porticata, die nach dem Bau der monumentalen Römerstraße an dieser Stelle aufgestellt wurden

Die Basilika der Heiligen Apostel und des Nazarius Major in Form eines griechischen Kreuzes, das von der fast gleichnamigen Kirche der Heiligen Apostel in Konstantinopel übernommen wurde, beherbergte die Reliquien der Apostel (über deren individuelle Identität keine Einigkeit besteht). Die Kirche wurde zwischen 382 und 386 von Bischof Ambrosius von Mailand gegründet und geweiht, wobei das übliche Datum der 9. Mai 386 ist, also in der späten römischen Kaiserzeit, als das römische Mediolanum (das heutige Mailand) Hauptstadt des weströmischen Reiches war, eine Rolle, die sie von 286 bis 402 innehatte.
Mit Bischof Ambrosius begann ein Programm zum Bau von Basiliken, die verschiedenen Kategorien von Heiligen gewidmet waren: eine Prophetenbasilika (basilica prophetarum, später umbenannt in San Dionigi), eine Apostelbasilika (basilica apostolorum, später umbenannt in San Nazaro in Brolo), eine Märtyrerbasilika (basilica martyrum, später umbenannt in Sant’Ambrogio) und eine Jungfrauenbasilika (basilica virginum, später umbenannt in San Simpliciano). Sie waren jeweils einer anderen Gruppe von Heiligene gewidmet, da der Brauch, Kirchen nach einem einzigen Heiligen zu benennen, noch nicht existierte. Diese vier Basiliken sind als „Ambrosianische Basiliken“ bekannt.
Die Basilica apostolorum wurde außerhalb der römischen Stadtmauern von Mailand an der Via Porticata erbaut, mit der sie durch ein Atrium verbunden war. Diese monumentale Straße, die von Säulengängen gesäumt war, daher der Name, begann in römischer Zeit an der Porta Romana und endete nach 600 Metern in Richtung Placentia (dem heutigen Piacenza) mit einem Bogenmonument (latein arcus). Die Via Porticata stellte einen imposanten Eingang für die aus Rom kommenden Menschen dar. Von der gesamten Kolonnade der Via Porticata sind eines der Kapitelle des Portikus (das einzige der Via Porticata, das die Jahrhunderte überdauert hat), das in die Basilika San Nazaro in Brolo eingebaut wurde, und vier Säulen, die später an der Rückseite der Apsis der genannten Basilika außerhalb des Gebäudes angebracht wurden, erhalten geblieben.
Am 10. Mai 395 oder 396, einer alten Überlieferung zufolge am 10. Mai, überführte Ambrosius die Reliquien des Märtyrers Nazarius in die Basilica apostolorum, indem er die Hauptapsis schuf; der Leichnam des Heiligen wurde in der Mitte davon in einem unterirdischen Loculus untergebracht (wo ihn der heilige Karl Borromäus 1579 fand, als er ihn zum neuen, gegenreformierten Altar brachte). Dieser Teil der Basilika wurde wahrscheinlich mit libyschen Marmoren verkleidet, die, wie eine Inschrift erinnert, auf ein Gelübde der Nichte von Kaiser Theodosius I., Flavia Serena, der Frau von Stilicho, dem Generalvormund von Kaiser Flavius Honorius, gestiftet wurden, der auch den Rest der Basilika verschönerte.
Im 4. Jahrhundert hat der heilige Ambrosius möglicherweise auch die Reliquien der Apostel Johannes, Andreas und Thomas unter dem Altar beigesetzt, vielleicht auch die von Petrus und Paulus. Der Reliquienschrein, der diese Reliquien enthalten haben könnte, ist aus Silber gefertigt und fein ziseliert und wird heute im Diözesanmuseum in Mailand ausgestellt. Im 5. Jahrhundert wurden die Leichname einiger Mailänder Bischöfe, die Nachfolger des Heiligen Ambrosius, in Steinsarkophage gelegt, um die Verbindung zwischen der bischöflichen Autorität von Mailand und den Aposteln zu stärken. In den folgenden Jahrhunderten bis ins frühe Mittelalter hinein setzte sich die Nutzung der Basilika für Bestattungen, insbesondere durch Bischöfe, durch.

## Romanischer Umbau und spätere Veränderungen
Am 30. März 1075 wurde die Basilika durch einen verheerenden Brand schwer beschädigt und im romanischen Stil mit gewölbtem Dach, achteckiger Kuppel, Tiburium, großen Apsiden auch an den Seitenarmen und einem Glockenturm wiederaufgebaut. Der Förderer des Wiederaufbaus war wahrscheinlich Bischof Anselm III. da Rho, der 1093 dort begraben wurde. In diesen Jahrhunderten nahm die Kirche den Namen Basilica di San Nazaro in Brolo an und gab den alten Namen Basilica apostolorum auf.
Im 16. Jahrhundert wurden das Trivulzio-Mausoleum vor dem Eingang, das die ursprüngliche Fassade der Basilika verdeckte und ihr Aussehen radikal veränderte, und die Kapelle der Heiligen Katharina auf der linken Seite im Stil der Renaissance errichtet. Karl Borromäus errichtete 1567 einen neuen, gegenreformierten Hochaltar (der später im 18. Jahrhundert verändert wurde) und zerstörte den frühchristlichen Altar, der sich unter der Kuppel an der Kreuzung der Arme befand (dessen Position 1971 nach dem Zweiten Vatikanischen Konzil wiederhergestellt wurde), sowie den Altar des Heiligen Nazaro, der an die Apsis gelehnt war. Die Basilika erfuhr im 17. und 18. Jahrhundert zahlreiche Umgestaltungen. Kardinal Federico Borromeo ließ eine neue Sakristei errichten und renovierte die Kapelle San Matroniano, die sich im rechten Flügel befand. Später, im linken Flügel, wurde 1751 der Altar von San Arderico oder Ulderico[7] von Carlo Giuseppe Merlo errichtet und der Chor und die Kuppel mit Fresken versehen. Das Innere wurde schließlich zwischen 1828 und 1832 in neoklassizistischen Formen renoviert.
Die Wiederentdeckung und Wiederherstellung eines Teils der ursprünglichen frühchristlichen und romanischen Formen unter der barocken und klassizistischen „Tarnung“ ist auf die 1938 vom Comitato Restauri Monumenti di Milano (Komitee zur Wiederherstellung von Baudenkmälern in Mailand) unter der Leitung des Architekten und Priesters Enrico Villa begonnenen Arbeiten zurückzuführen, dem wir die heutigen Formen der Basilika verdanken, die auf der Grundlage der freigelegten alten Mauern rekonstruiert wurden. Mit einigen Unterbrechungen wurden die Arbeiten 1986 abgeschlossen.
Anfang der 1970er Jahre[4] wurden archäologische Ausgrabungen und Sondierungen durchgeführt, die eine Rekonstruktion des frühchristlichen Grundrisses der Basilika sowie des Abschlusses der Seitenarme und der Verbindung mit der bereits erwähnten römischen Via Porticata, die die Basilika überragte, ermöglichten. Es wurden wichtige Artefakte aus römischer und frühchristlicher Zeit geborgen, und der unterirdische archäologische Bereich wurde für die Öffentlichkeit zugänglich gemacht.

## Plan der Basilika
|  | Plan der Basilika San Nazaro in Brolo |

## Frühchristliche Überreste

### Innenraum
Im Inneren der Basilika befinden sich vier Spätantike Epigraphen, die des Heiligen Ambrosius und der römischen Prinzessin Flavia Serena im Presbyterium zeugen von der Gründung der Basilika durch Ambrosius, die des Bischofs Glicerius von Mailand (im linken Querschiff) und des Arztes Dioskurus (im rechten Querschiff, wo der ursprüngliche Fußbodenbelag sichtbar ist) haben einen Grabungscharakter. Neben dem modernen Altar befinden sich die Reste der Sockel der Säulen des frühchristlichen Triforiums, das heißt der drei Eingänge, die zu den drei Armen der Basilika gegenüber dem Eingang führten (die beiden seitlichen und der Arm hinter dem Altar). Die Reste des frühchristlichen Fußbodens des östlichen Arms, der in der Technik des opus sectile hergestellt wurde, sind ebenfalls überliefert.

## Lapidarium
Das Lapidarium befindet sich im Raum der ehemaligen romanischen Sakristei. Zu sehen sind zahlreiche Fragmente frühchristlicher Grabinschriften aus dem 4. bis 6. Jahrhundert. In einer Vitrine sind Artefakte aus dem Grab von Arderico, der von 936 bis 948 Bischof von Mailand war, ausgestellt: Neben einem goldenen und einem silbernen Ring und einer Krummstab ist ein kleines Kruzifix zu sehen, das ein seltenes Zeugnis des frühmittelalterlichen Handwerkers darstellt. Im Lapidarium ist eine Wand des „Tomba del Pavone“ ausgestellt, die zwischen dem 7. und 8. Jahrhundert bemalt wurde. Es wurde 1948 rechts neben dem modernen Altar entdeckt und ist für die Öffentlichkeit nicht zugänglich.

## Archäologischer Außenbereich
Zeugnisse des Friedhofs, der sich in der Nähe der Basilika entwickelte, finden sich im Bereich außerhalb der romanischen Apsis, die von der Rückseite des Largo Francesco Maria Richini aus deutlich sichtbar ist und auf die Westseite der nicht weit entfernten Ca’ Granda aus dem 15. Die Basilika befand sich in einem römischen Gräberfeld, aber es gab zahlreiche Bestattungen, sowohl innerhalb als auch außerhalb der Kirche, in der Hoffnung, dass die Reliquien der Apostel und des Märtyrers Nazaro „durch Kontakt“ für die Seelen der Verstorbenen eintreten würden. An der Außenseite sind auch die Mauerreste des östlichen Arms der frühchristlichen Basilika zu sehen: Sie ist an der opus spicatum-Kombination der Ziegel zu erkennen.

## Unterirdisch
Seit 2012 können mehrere bis zu 13 m hohe Originalmauern aus der Zeit des Ambrosius besichtigt werden, auf deren Basis der kreuzförmige Grundriss der frühchristlichen Basilika rekonstruiert werden konnte, deren geradlinige Arme in halbrunden Exedren endeten. In den verschiedenen Sälen sind auch Altäre, Grabsteine, Amphoren und römische Ziegelsteine ausgestellt, die bei den Ausgrabungen gefunden wurden. Interessanterweise wurden einige römische Serizzo-Sarkophage entleert und in den Wänden der Basilika wiederverwendet. Es gibt auch Überreste der Kapelle des Heiligen Linus, die nach der frühchristlichen Zeit, in der Mitte des Mittelalters, auf den Resten der frühchristlichen Sakristei aus dem 4. bis 5. Jahrhundert.
Im Untergeschoss befinden sich außerdem Reste von Wirtschaftsräumen aus dem 5. bis 6. Jahrhundert sowie Funde aus der römischen Zeit vor dem Bau der Basilika[1]. Außerdem gibt es Reste der Fundamente einer der Apsiden des östlichen Querschiffs der frühchristlichen Basilika[1]. Im Untergeschoss wurden auch Freskendarstellungen der christlichen Ikonographie gefunden, wie der Tod und die Auferstehung Jesu Christi, die mit einem Kreuz beziungweise einem Kantharos dargestellt sind und aus dem 7. bis 8. Jahrhundert.

## Architektur und Kunst

### Beschreibung

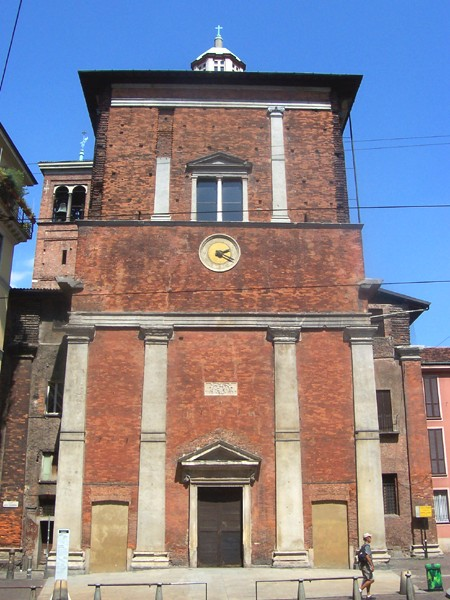
Die Basilika San Nazaro in Brolo, mit der massiven Fassade des Trivulzio-Mausoleums im Vordergrund

Es handelt sich um die älteste Kirche in Form eines Lateinisches Kreuzes in der Geschichte der abendländischen Kunst, die in dieser Form zur Feier der Auferstehung Jesu errichtet wurde, wie eine Inschrift an den Chorwänden der modernen Basilika bezeugt. Von außen hat die Basilika San Nazaro in Brolo eine Doppelfassade. Die Hauptfassade, die auf die gleichnamige Piazza blickt, wird von der massiven Fassade des Trivulzio-Mausoleums gebildet. Sie ist außen quadratisch, hat ein rotes Ziegelmauerwerk und ist durch ein Bänderung in zwei übereinander liegende Ordnungen geteilt, mit Marmor n aus toskanischem Stil in der unteren und ionischen Pilastern in der oberen, die unvollendet geblieben ist. Im unteren Teil befindet sich das einzige Portal, das den Zugang zur Basilika ermöglicht, mit einem dreieckigen Tympanon aus Marmor, flankiert von zwei gemauerten Türen.
Darüber befindet sich ein Flachrelief mit dem Wappen der Familie Trivulzio in der Mitte, flankiert von zwei Putten, die das Wappen der Colleoni (links) und der Gonzaga (rechts) halten, zu Ehren der Abstammung zweier Ehefrauen der Trivulzio. In der Mitte der oberen Reihe öffnet sich ein Ajimez. Die Kapelle wird von einer achteckigen Laterne überragt. Die zweite Seite der Kirche, die dem Largo Francesco Richini zugewandt ist, besteht aus dem Kopf des linken Querschiffs, das heißt einer großen Apsis. Sie ist am oberen Rand mit einer Reihe von runden Bogenfriese verziert, während sich in der Mitte unten ein großes eingemauertes Portal mit einer kleinen, von zwei schlanken Säulen getragenen Vorhalle befindet. Neben der Apsis des linken Querschiffs befindet sich die Kapelle der Heiligen Katharina, ein Werk von Antonio da Lonate (1456–1541), der sie in Anlehnung an die Werke von Giovanni Antonio Amadeo errichtete und sich durch eine Kuppel mit zylindrischer Trommel und konischem Dach auszeichnet.

## Bilder

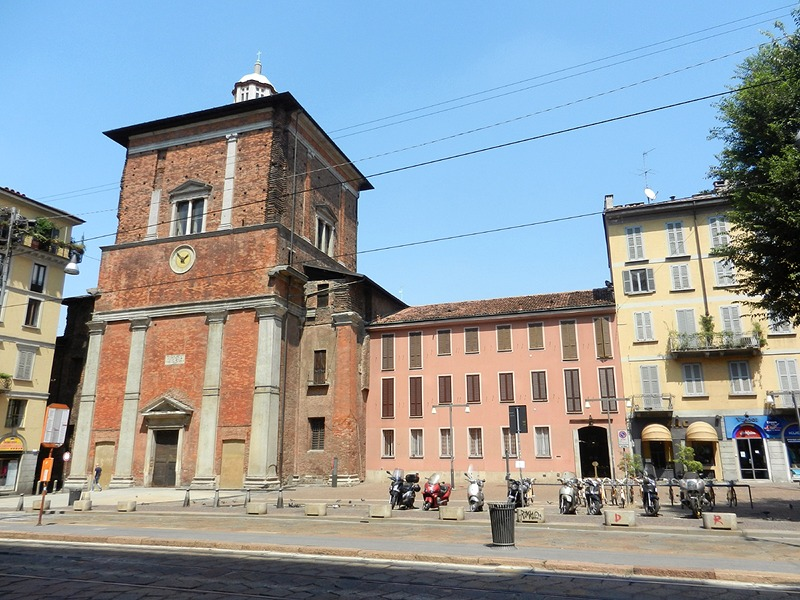
Gesamtansicht der Fassade der Basilika
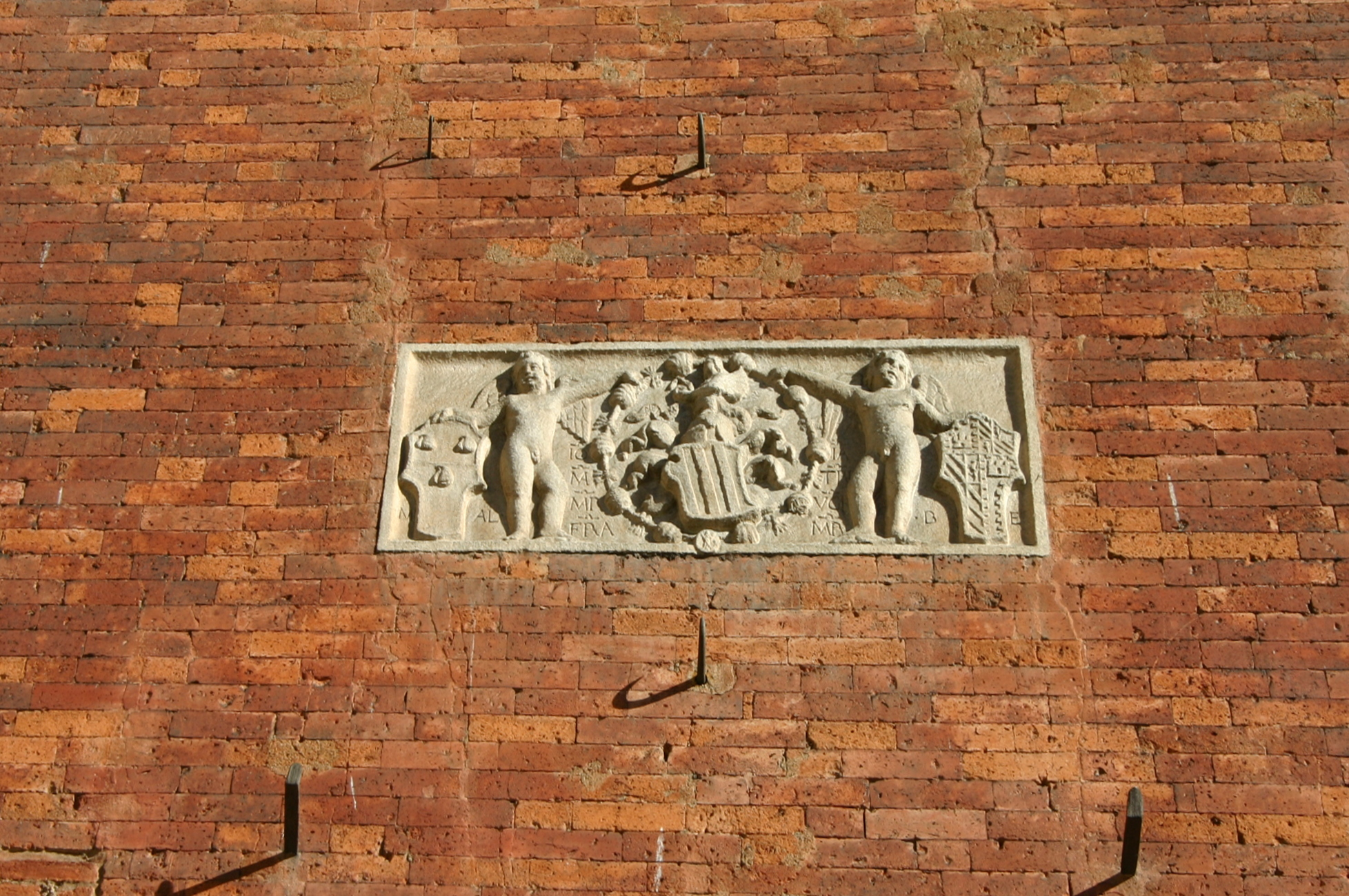
Flachrelief an der Fassade
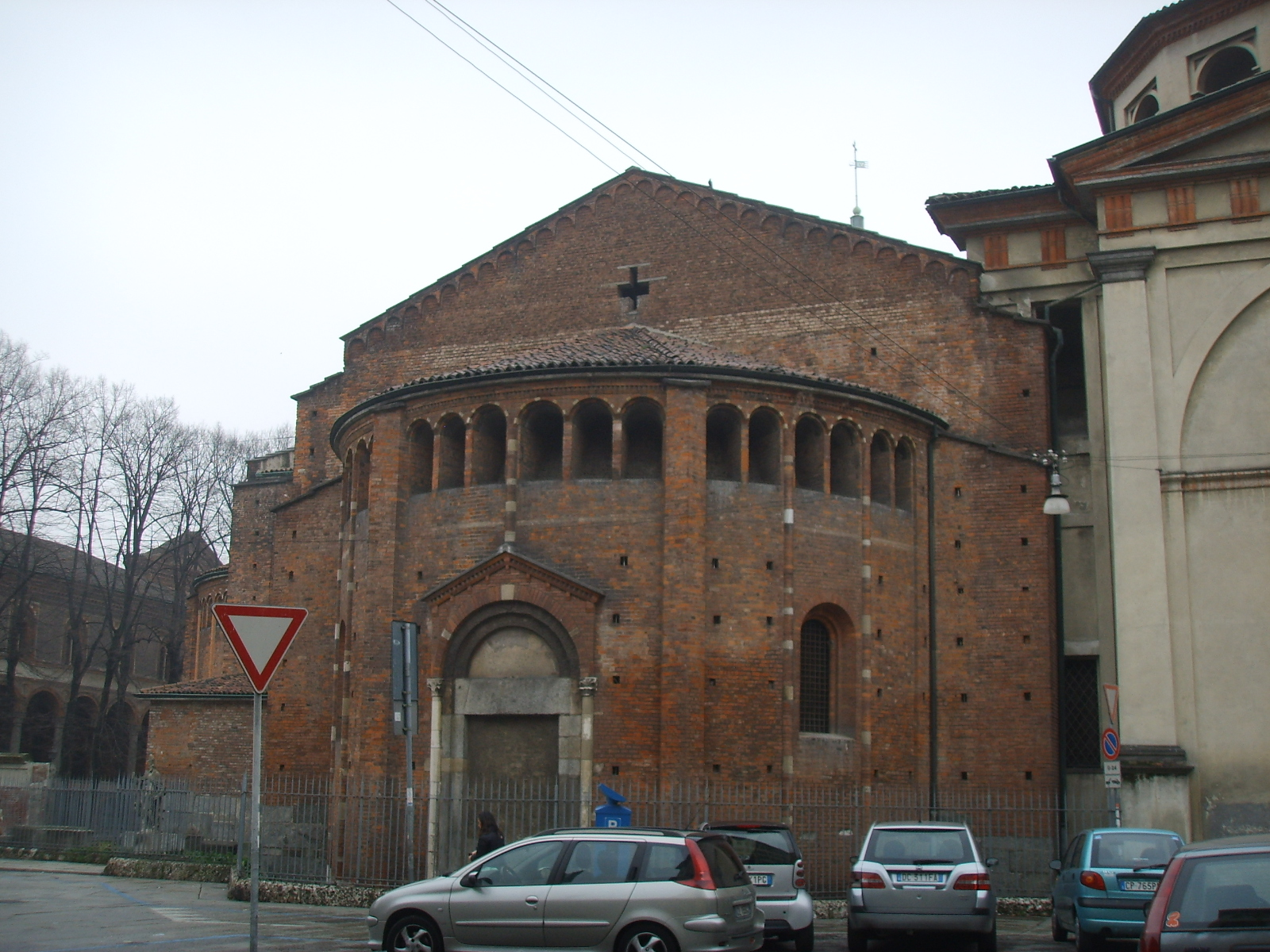
Außenansicht des linken Querschiffs
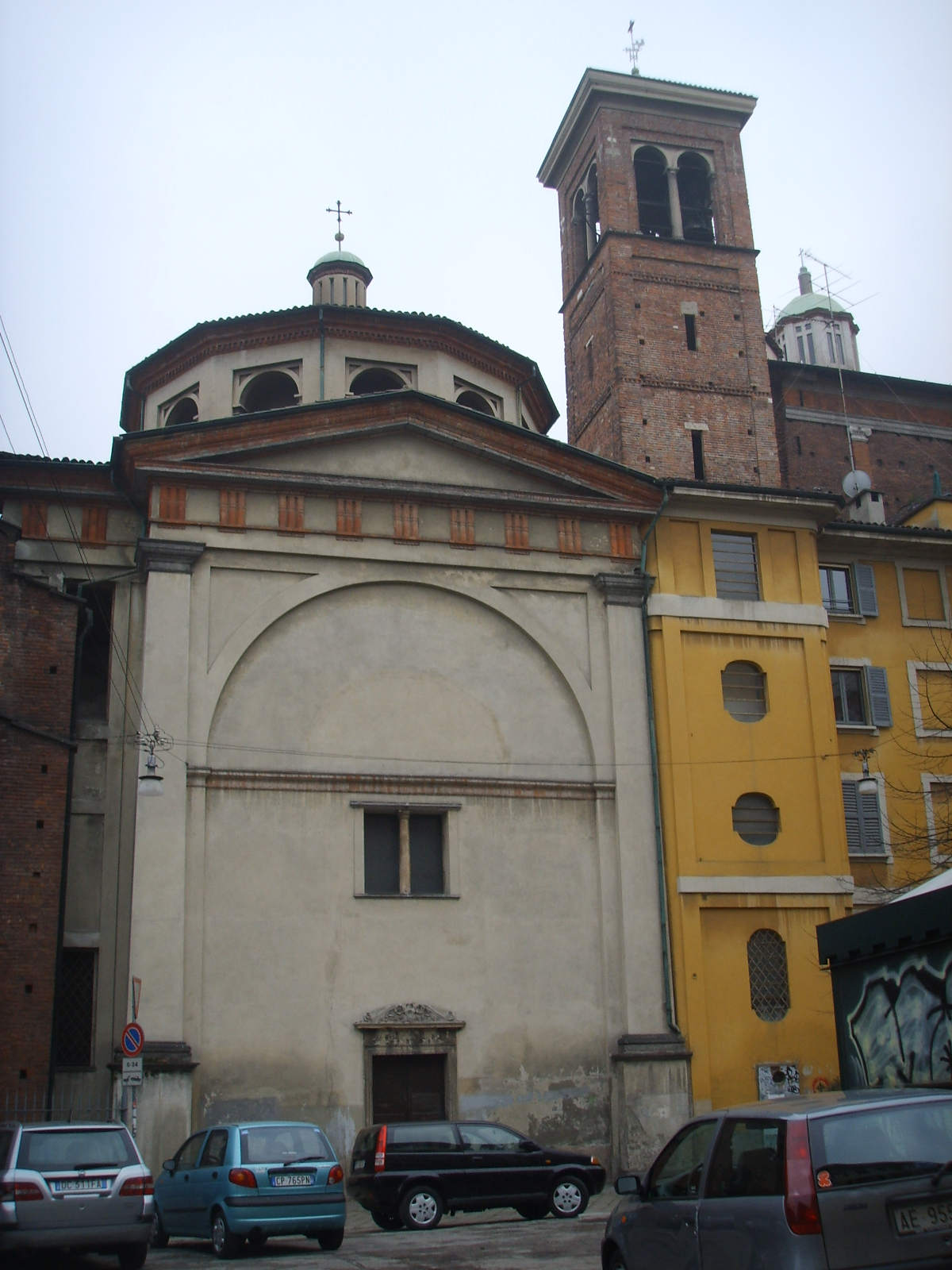
Außenansicht der Sankta Katharinenkapelle

## Basilika

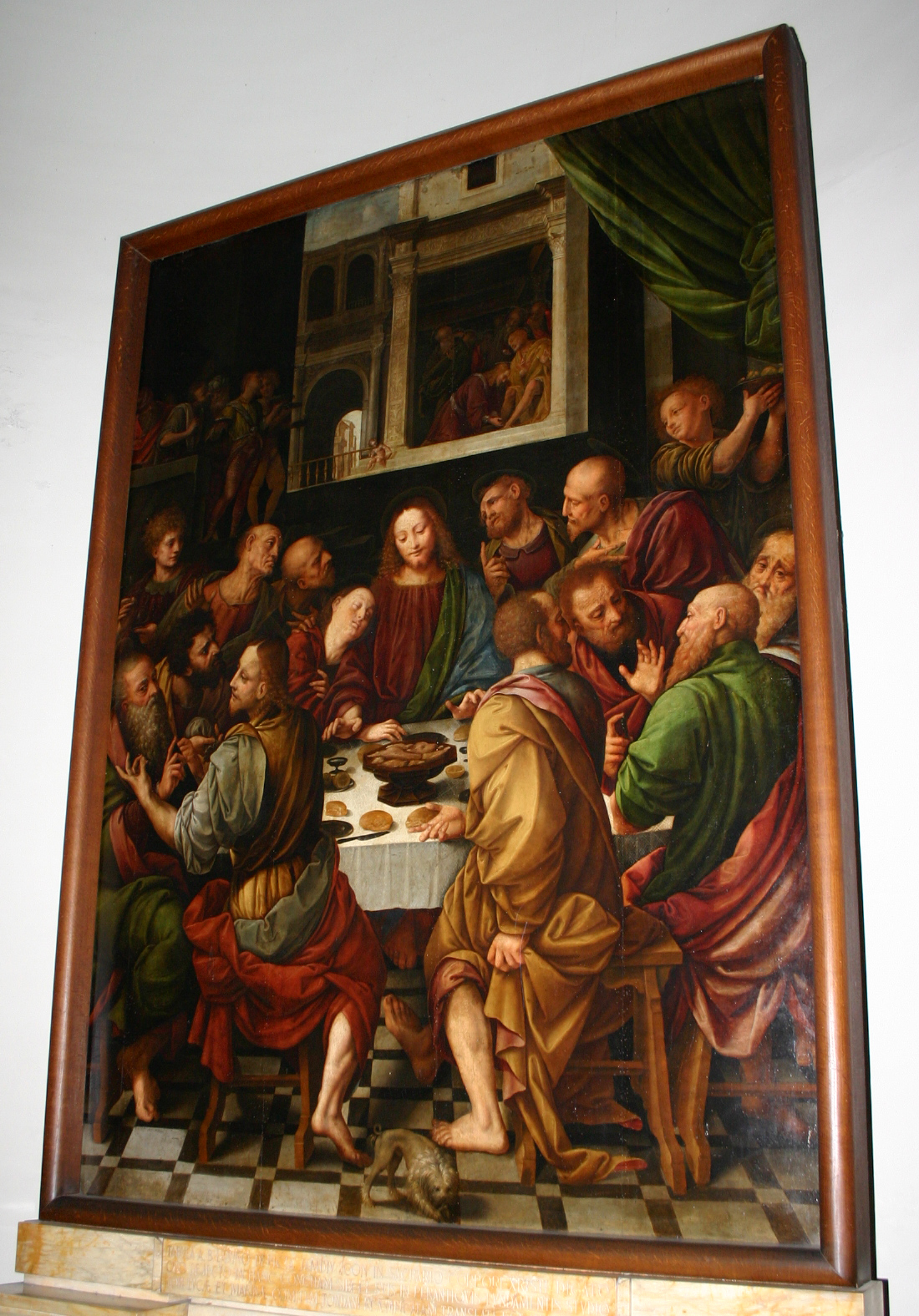
Bernardino Lanino: Abendmahl Jesu

Der Zugang zur Basilika erfolgt durch das Portal an der Wand gegenüber dem Eingang zum Trivulzio-Mausoleum. Der Innenraum der Basilika ist eine Kreuzung zwischen einem lateinischen und einem griechischen Kreuz: Während das Kirchenschiff (bestehend aus zwei Jochen, die von einem Kreuzrippengewölbe überdacht sind) etwa 25 Meter misst, messen die anderen drei Arme (gleich lang, jeweils bestehend aus einem Schiff und einer Apsis) etwa 20 Meter. An der Gegenfassade, die von massiven Marmorkonsolen gestützt wird, befindet sich der barocke hölzerne Cantoria, in dem eine Orgel aus dem 18. Jahrhundert steht; an den Wänden hingegen sind Gemälde verschiedener Autoren zu sehen, die einige Heilige und Szenen aus dem Leben Jesu darstellen.
Im Inneren der Hauptapsis, die einige Stufen über dem Boden des Kirchenschiffs liegt, befindet sich der imposante barocke Hauptaltar. Er besteht aus polychromem Marmor (hauptsächlich aus schwarzem Marmor) und besteht aus dem Altar mit einem goldenen Antependium, dem Tabernakel und dem Baldachin, der von gedrehten korinthischen Säulen getragen wird und in dessen Inneren sich die weiße Marmorstatue des auferstandenen Christus befindet. Rechts vom Hochaltar befindet sich ein frühmittelalterlicher Raum, der als Kapelle von San Lino bekannt ist und Reste von Fresken und Sinopien aufweist. Im linken Querschiff befindet sich der Altar des Heiligen Ardericus, dessen helle Statuen sich von dem dunklen Marmoraltarbild abheben.
Das rechte Querschiff beherbergt einige bedeutende Kunstwerke. Auf der linken Seite befindet sich die Kreuzigung von Bonino da Campione: Dieses Basrelief aus dem 14. Jahrhundert stellt mit großer Klarheit und Wahrhaftigkeit den toten Christus am Kreuz dar, während Maria, seine Mutter, und Johannes, der Apostel und Evangelist, an seiner Seite knien. Auf der rechten Seite befindet sich ein Renaissance-Abendmahl von Bernardino Lanino. An seinem Fuß befindet sich das Grab des Dioskurus, eines ägyptischen Arztes am Mailänder Kaiserhof in der Spätantike, als die römische Stadt Mediolanum (das heutige Mailand) die Hauptstadt des Weströmischen Reiches war (eine Rolle, die er von 286 bis 402 innehatte). Auf dem Grabmal befinden sich drei Epigramme in elegischen Couplets, zwei auf Griechisch und eines auf Latein.

## Bilder

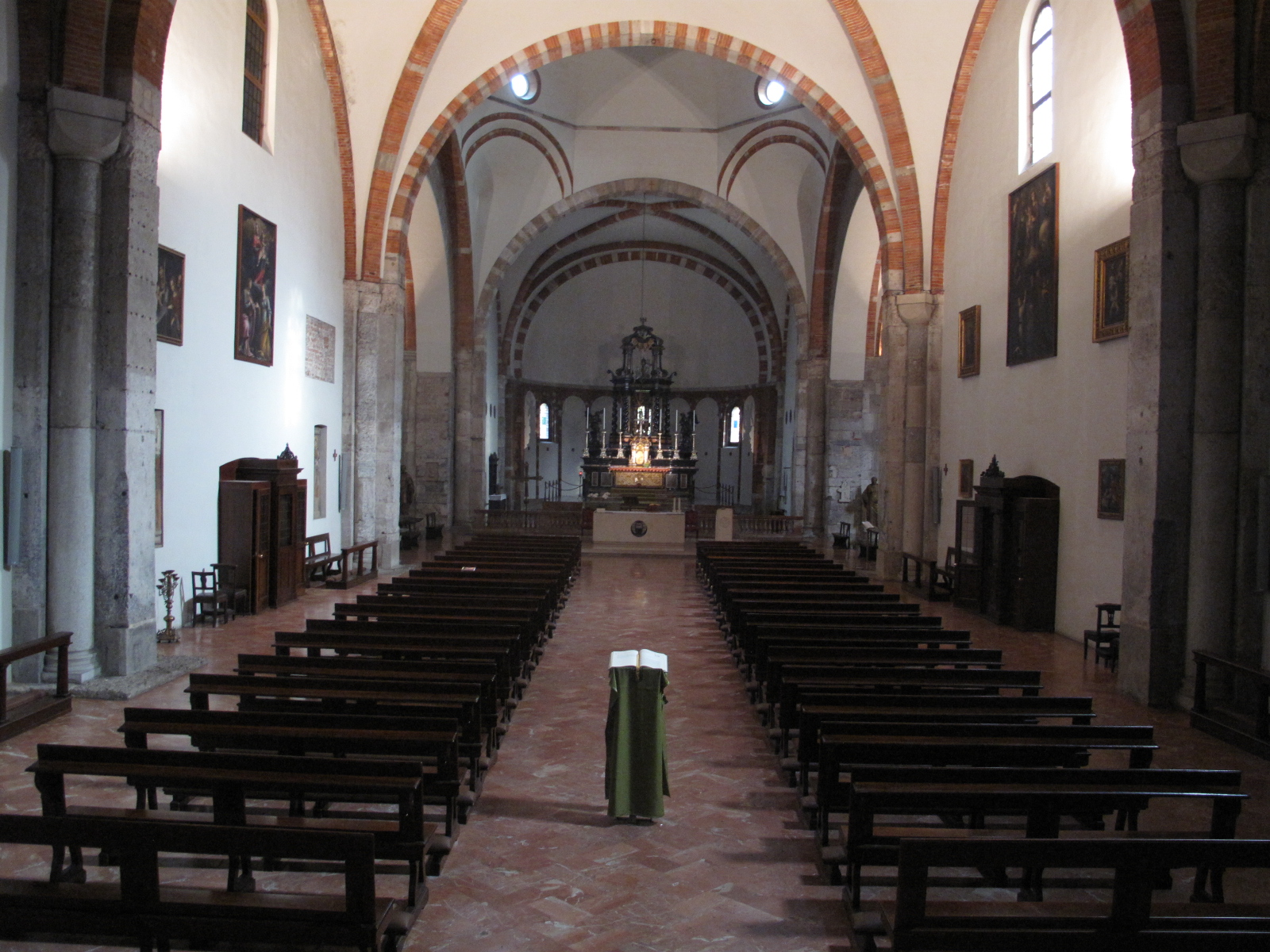
Innenraum der Basilika
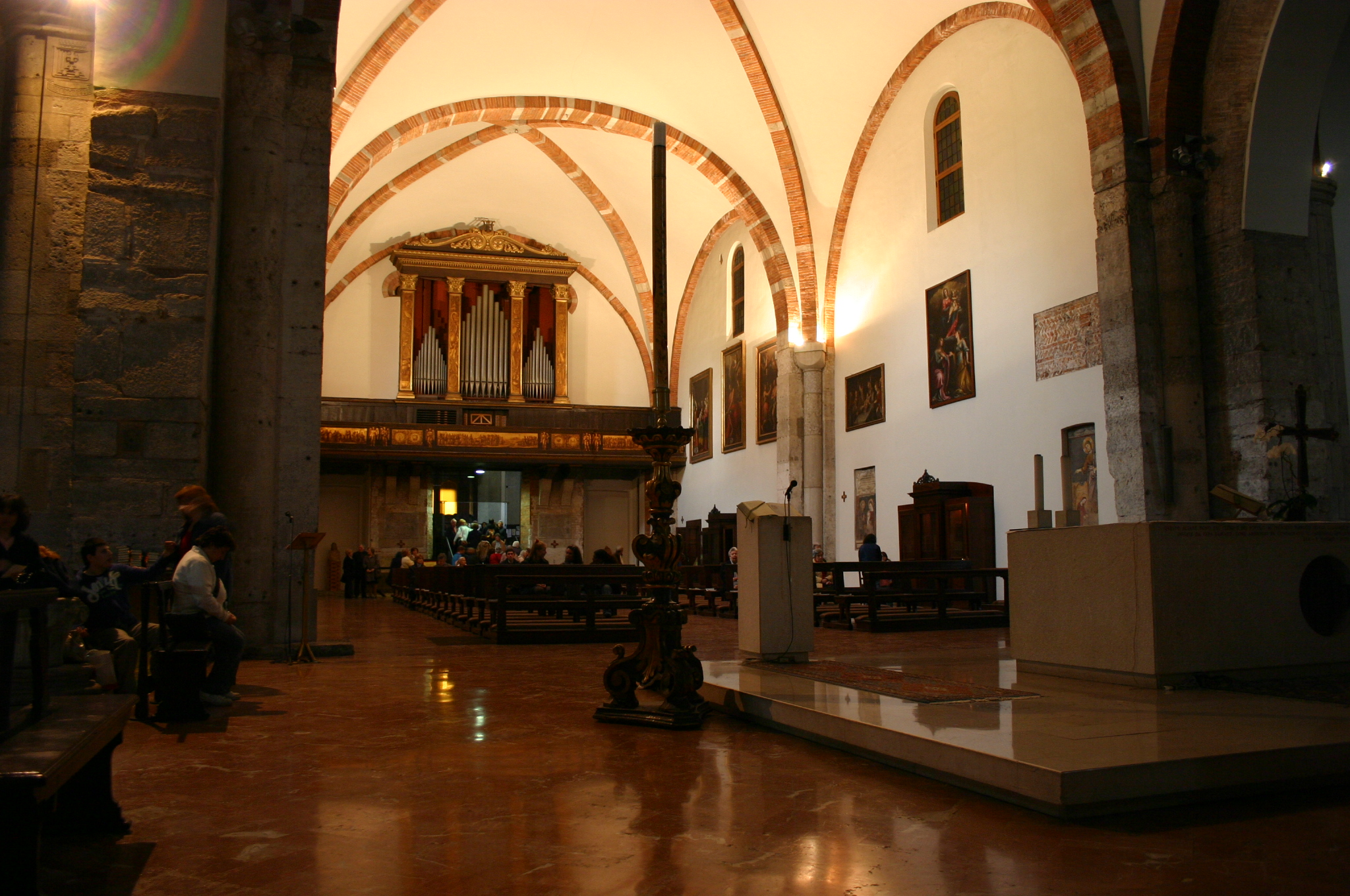
Innenraum zur Gegenfassande
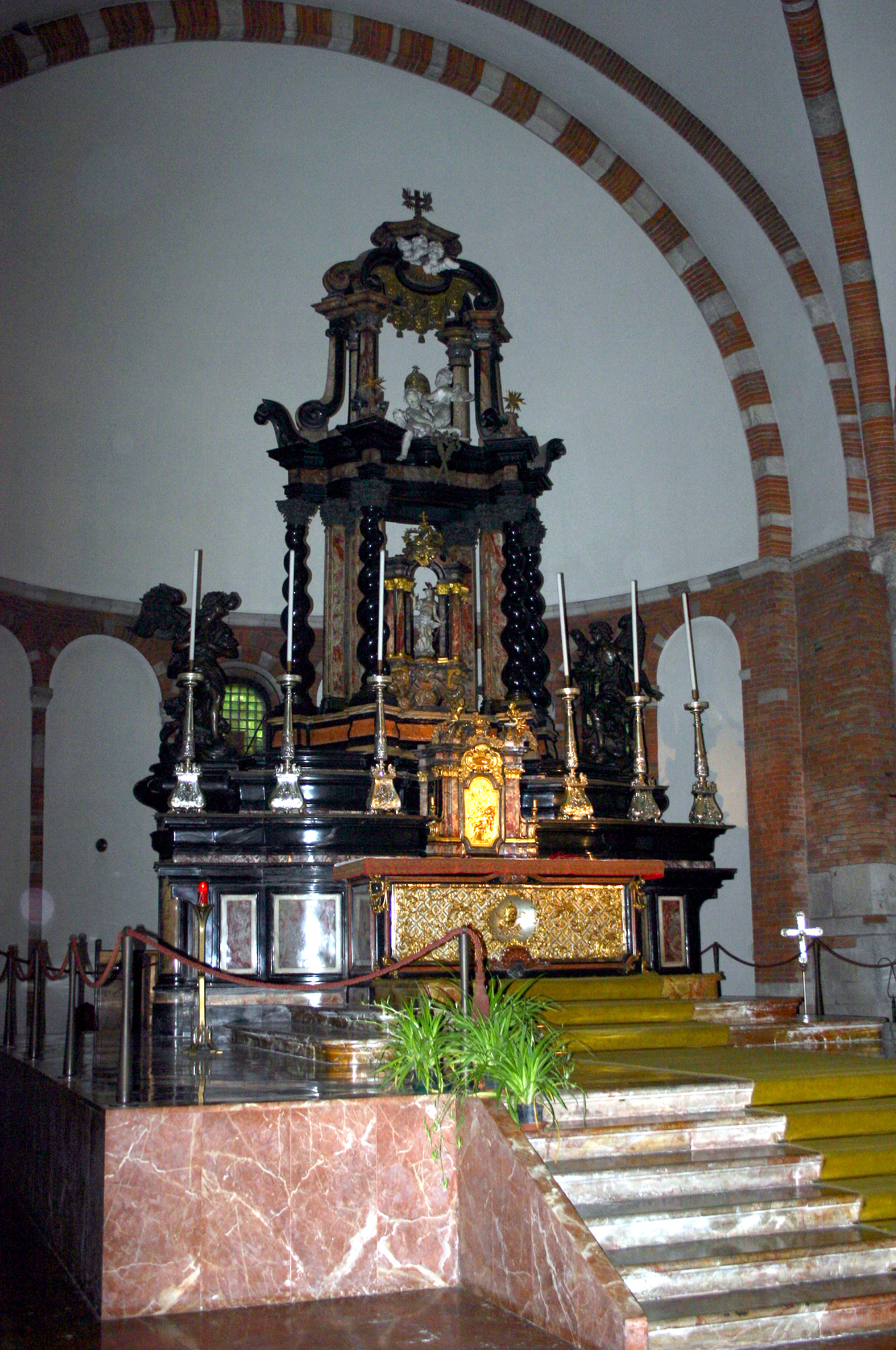
Der barocke Hauptaltar
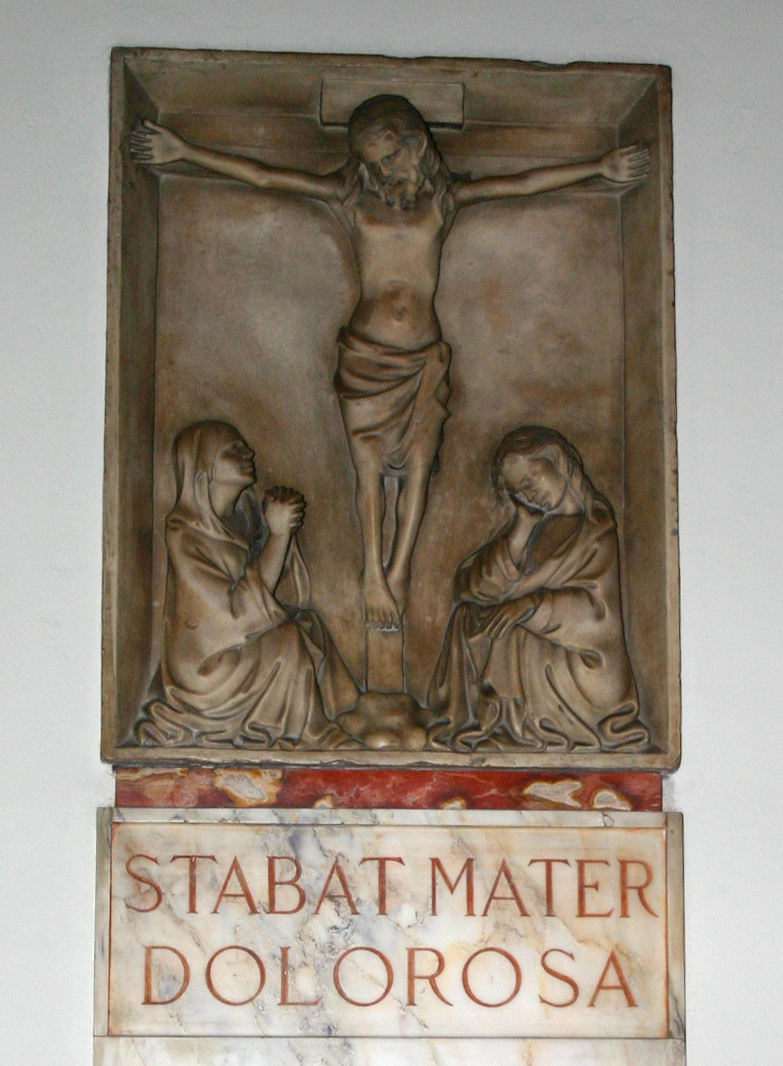
Bonino da Campione. Kreuzigung
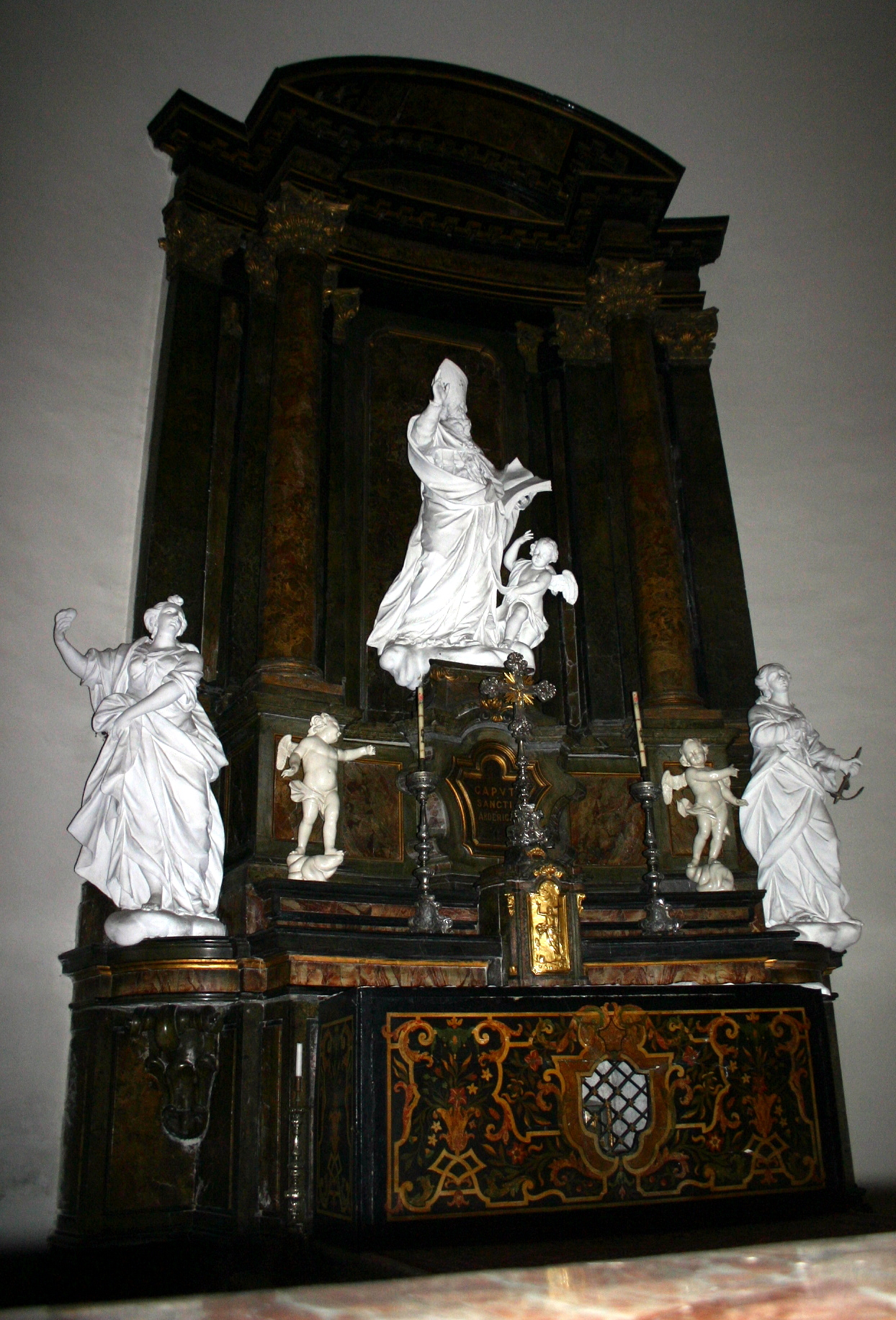
Der Altar des Heiligen Ardericus

### Mausoleum von Trivulzio

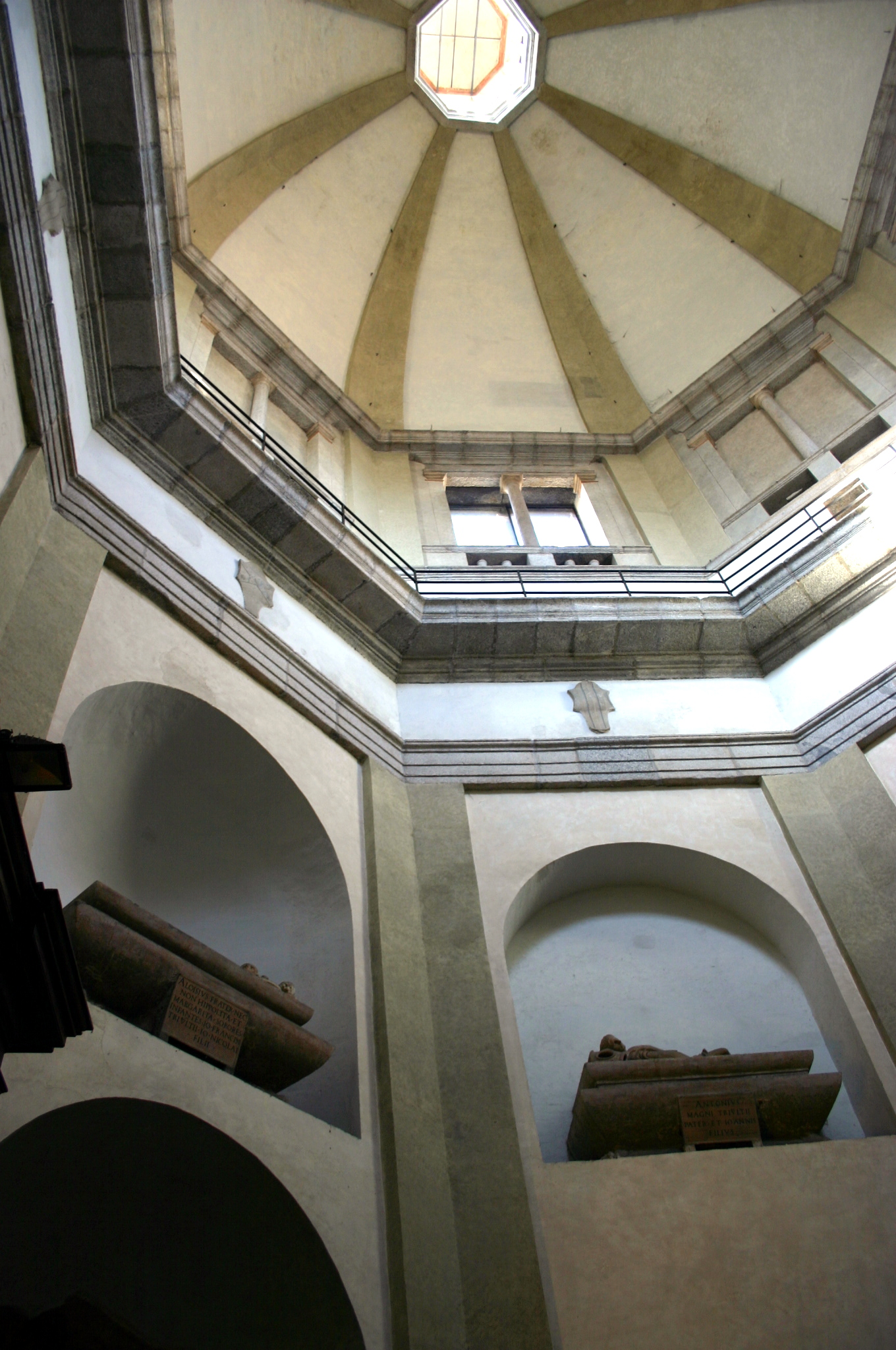
Ansicht des Innenraums der Trivulzio-Kapelle

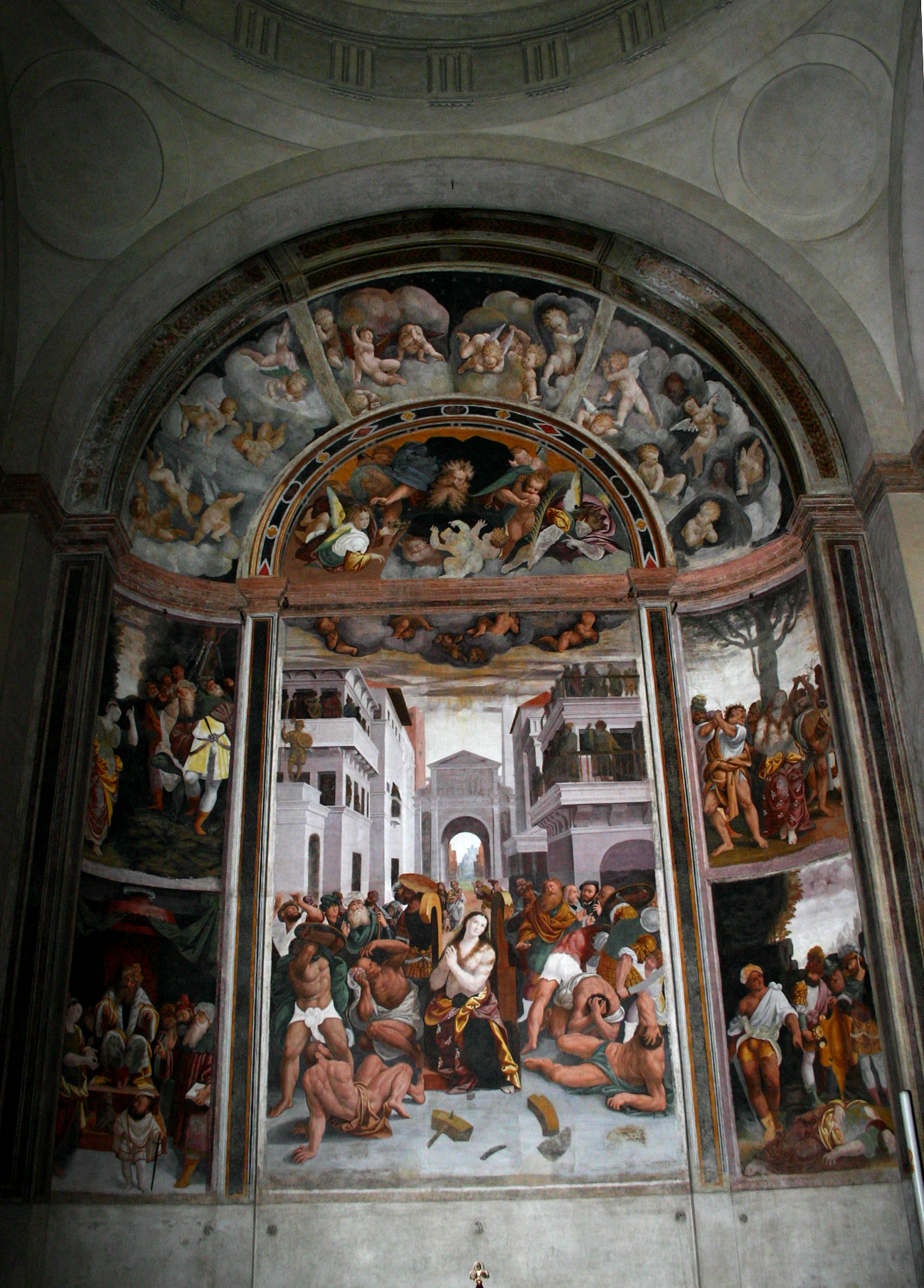
Bernardino Lanino: Martirio di Santa Caterina („Martyrium der heiligen Katharina“)

Vor dem Inneren der Basilika befindet sich das Trivulzio-Mausoleum, auch Trivulzio-Kapelle genannt, ein besonderes architektonisches Werk von Bartolomeo Suardi, genannt Bramantino, das auf dem Gelände des antiken Quadriportikus der romanischen Basilika errichtet wurde. Das Mausoleum, in dem die sterblichen Überreste der Familie Trivulzio aufbewahrt werden sollten, hat einen achteckigen Grundriss und ist mit drei sich überschneidenden horizontalen Bändern verziert. Die Bedeutung des architektonischen Werks von Bramantino, das wahrscheinlich von der nahegelegenen Kapelle Sant’Aquilino inspiriert wurde, die sich auf der rechten Seite der Basilika San Lorenzo befindet, liegt in der Tatsache begründet, dass die extreme Nüchternheit und wesentliche Eleganz des Mausoleums die Strenge der Gegenreformation vorwegnimmt. Diese Absicht der Feierlichkeit und Schlichtheit wird durch die Inschrift unter dem Sarkophag von Gian Giacomo Trivulzio deutlich:
(LA) „Qui nunquam quievit, quiescit. Tace.“ (DE) „Er, der niemals Ruhe hatte, ruht jetzt. Schweige!“

### Kapelle der Heiligen Katharina

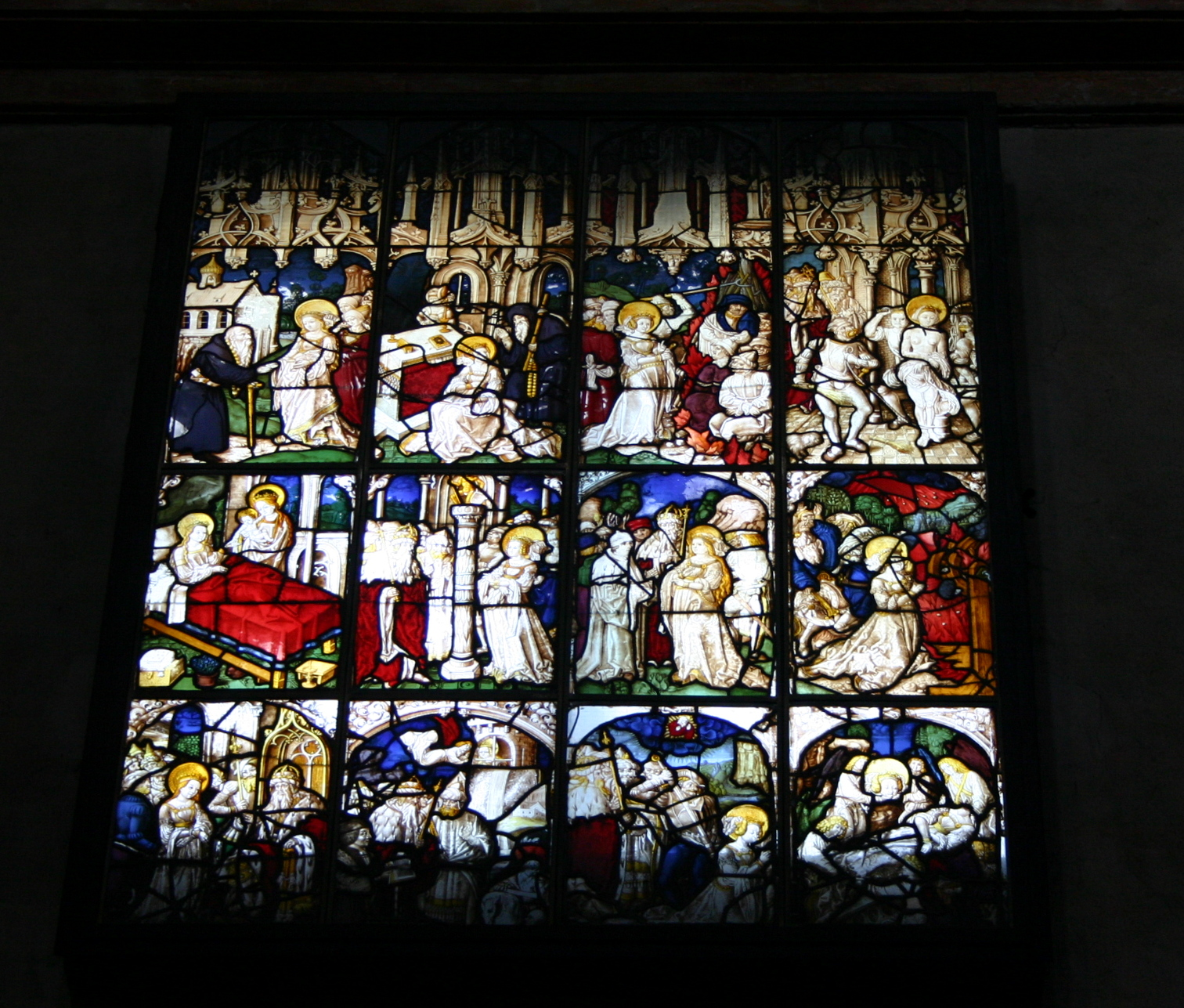
Polychromes Glasfenster von Luca da Leida

Vom linken Querschiff aus gelangt man durch eine Tür und über einige Stufen in die Kapelle der Heiligen Katharina von Alexandrien, die um 1540 nach einem Entwurf von Antonio da Lonate errichtet wurde, der sich an den architektonischen Werken von Brunelleschi und Amadeo orientierte. Der Raum mit rechteckigem Grundriss, der von einer halbkugelförmigen Kuppel überdacht wird, auf der sich einige Fensterrosen öffnen, beherbergt zwei Werke: die Statue der Schmerzensmutter auf dem Altar und ein Fresko mit der Darstellung des Martyriums der Heiligen Katharina von Alexandria von Bernardino Lanino (1548–1549; es wurde in Zusammenarbeit mit Giovan Battista della Cerva gemalt), das ein rundbogiges Gewände an der linken Wand der Kapelle vollständig bedeckt.
Es ist in mehrere Szenen unterteilt: in der Mitte die Szene des Radwunders; links, von oben, Katharinas Versuch, den römischen Kaiser zu bekehren, und der Prozess gegen Katharina; rechts, von oben, Katharinas Enthauptung und ihr Tod. An der rechten Wand über der Tür, die die Kapelle mit dem Außenbereich verbindet, befindet sich ein polychrom bemaltes Glasfenster von Lucas van Leyden, das Szenen aus dem Leben der heiligen Katharina von Alexandria darstellt.

## Bilder

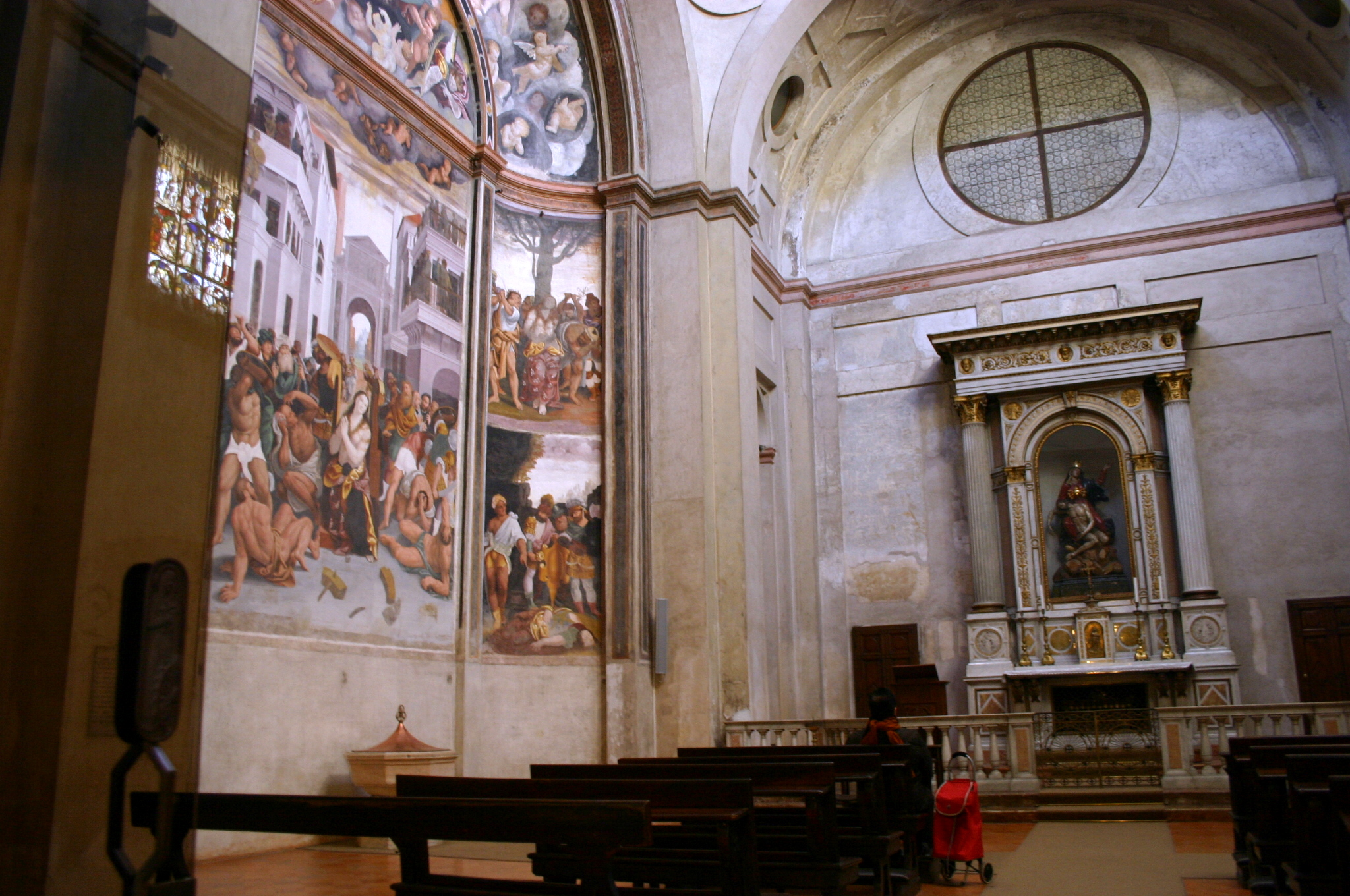
Die Kapelle der Heiligen Katharina von Alexandrien
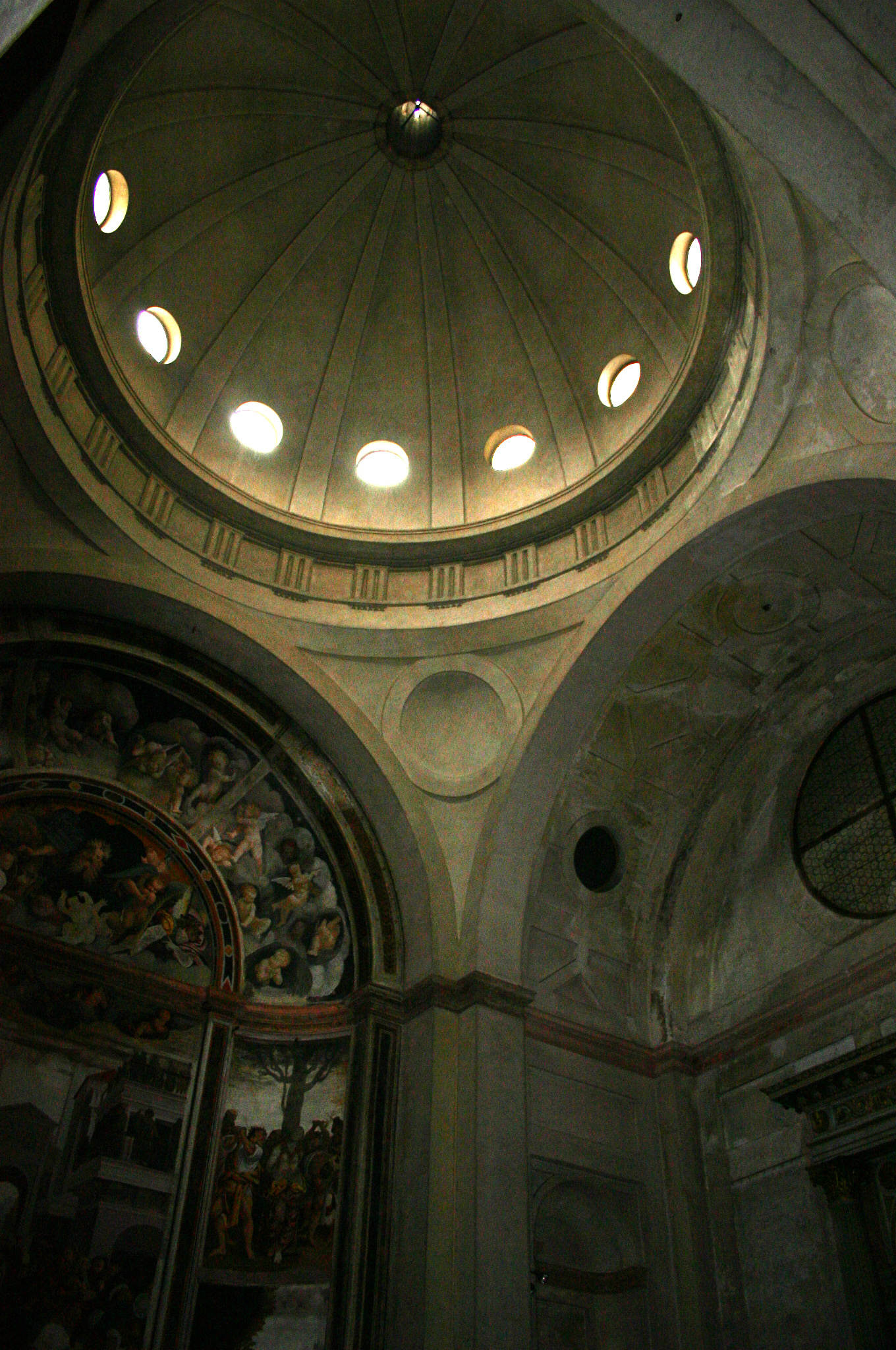
Innenraum der Kapelle
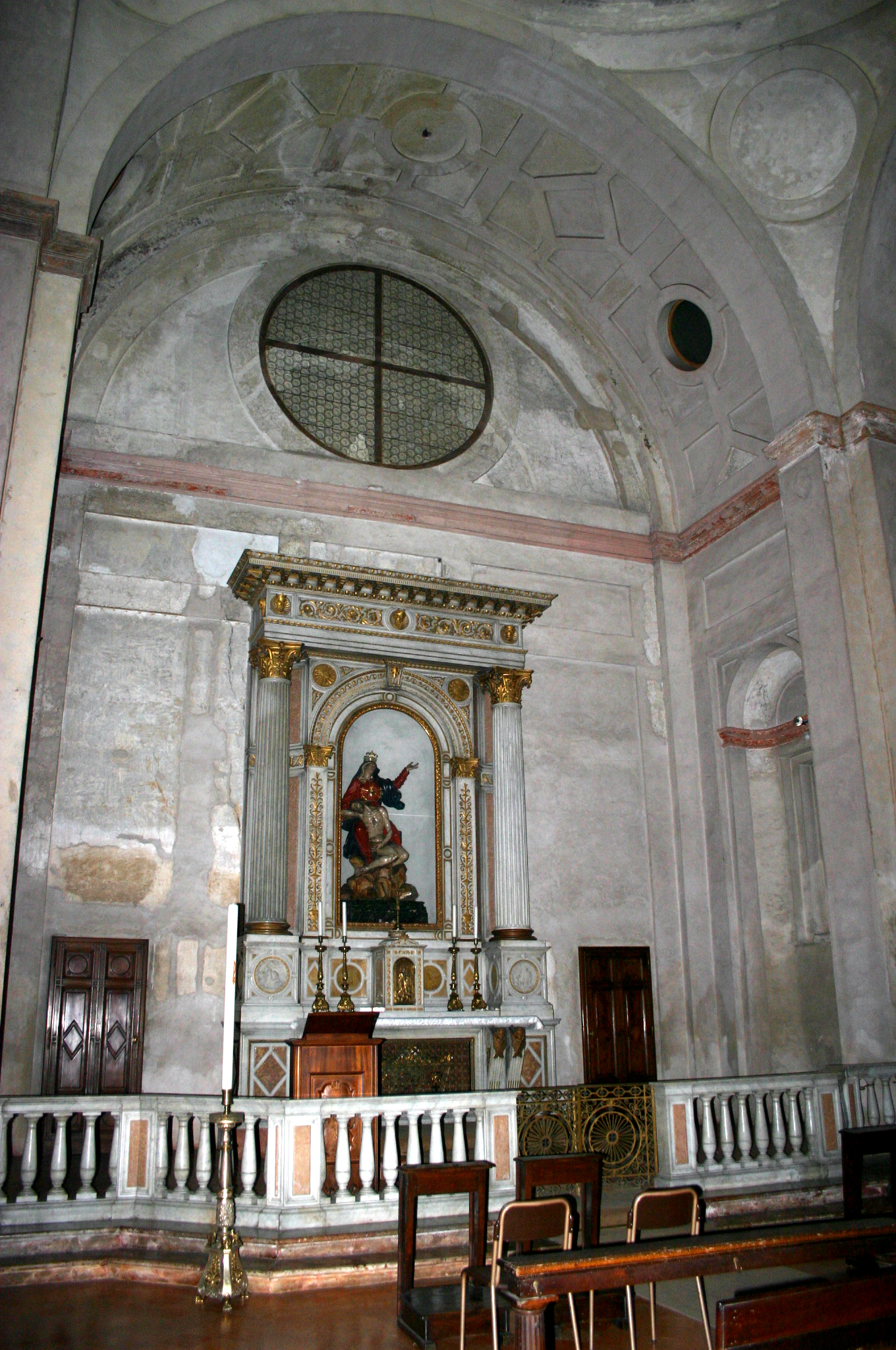
Hochaltar

### Orgeln

#### Große Orgel

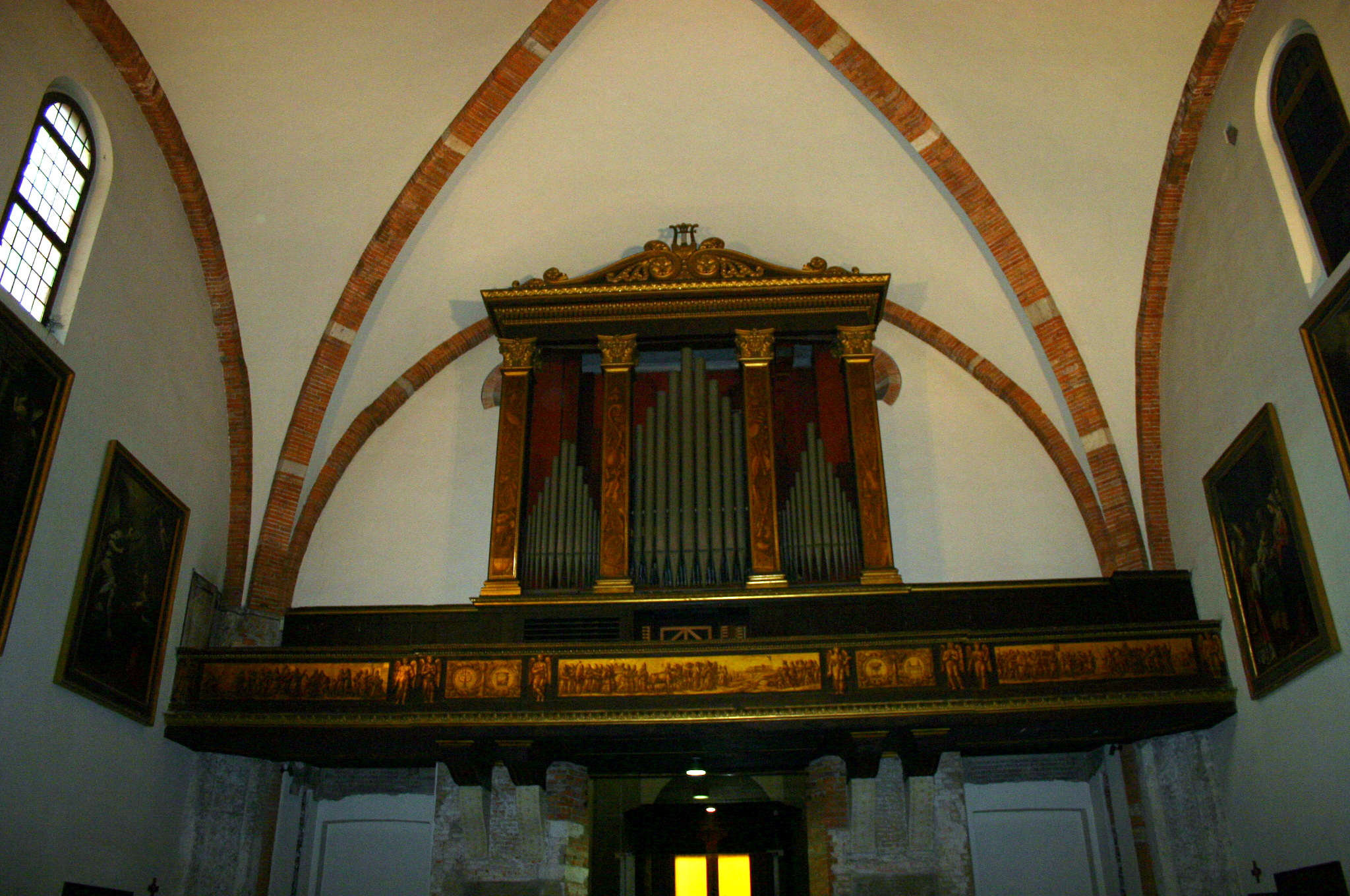
Hauptorgel

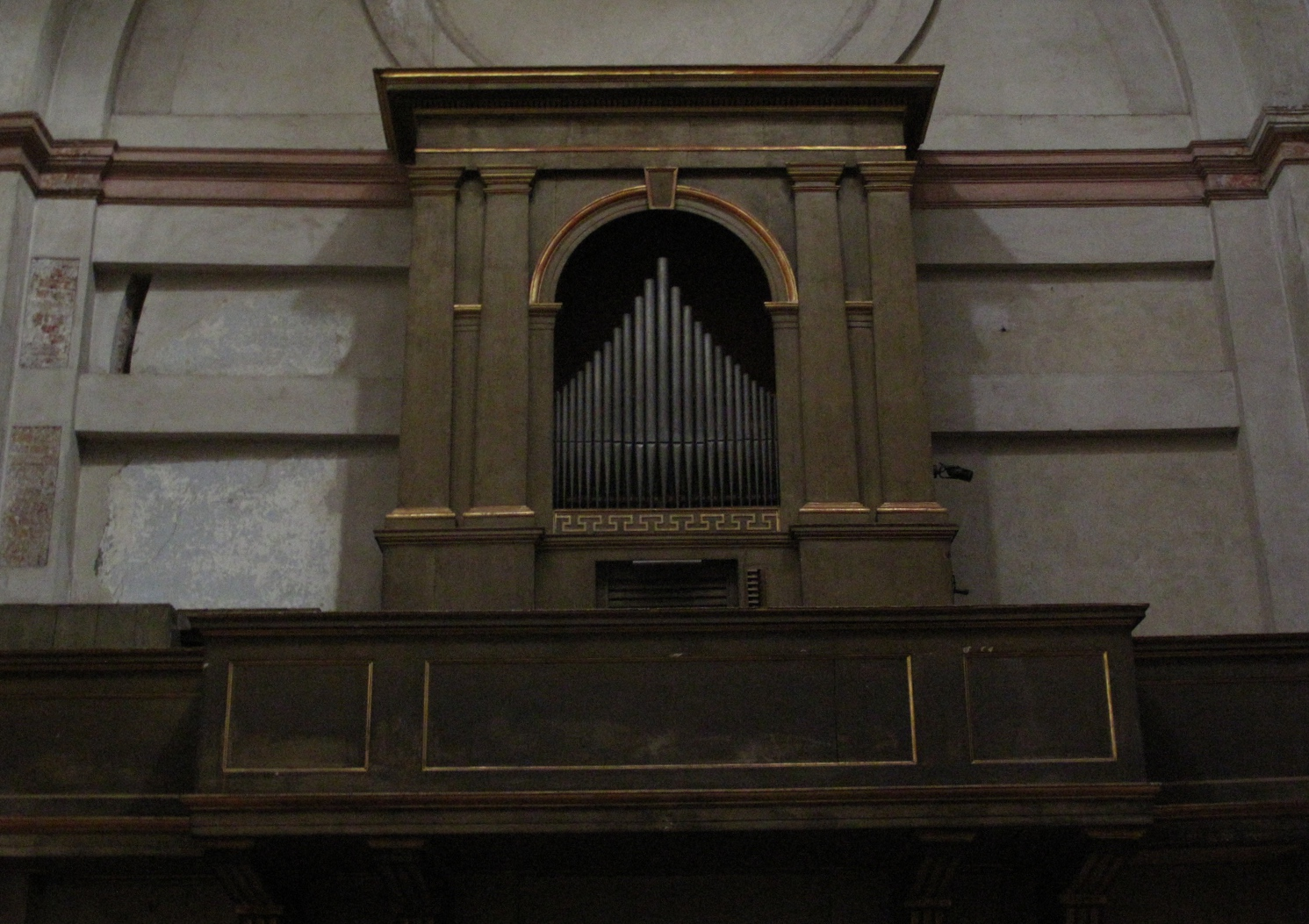
Orgel in der Sankta Katharinenkapelle

Auf der Cantoria an der Gegenfassade, deren Brüstung mit monochromen Gemälden verziert ist, befindet sich die Hauptorgel der Basilika. Sie wurde 1867 von Pietro Bernasconi gebaut und 1980 von der Firma Tamburini restauriert. In das Instrument sind frühere Instrumente von Costanzo Antegnati (16. Jahrhundert) und Maroni Biroldi (18. Jahrhundert) integriert. Die Fassade stammt von den Biroldi. Das Instrument verfügt über eine vollmechanische Traktur und einen verglasten Spieltisch mit zwei Manualen mit je 61 Tasten und einer erweiterten ersten chromatischen Oktave sowie ein Pedal mit 27 Tasten. Die Register werden über seitlich verschiebbare Knöpfe bedient, die sich auf zwei Säulen rechts (Hauptwerk und Pedal) und links (Expressiv) der Manualklaviaturen befinden.
Die Orgel ist von einem geschnitzten und bemalten Holzgehäuse umgeben. Die Vorderseite ist durch korinthische Pilaster, auf denen Musikinstrumente gemalt sind, in drei Felder unterteilt; darüber befindet sich ein Gesims, das von einer Zitherskulptur gekrönt wird. Die Ausstellung besteht aus Rohrblättern im Prinzipal, die in drei Höckern mit horizontal ausgerichteten Gehrungsmündungen angeordnet sind. Das zentrale Rohrblatt entspricht dem F1 des 16 Fuß-Prinzipals.

#### Querschifforgel
Im rechten Arm des Querschiffs, auf dem Boden, befindet sich die Orgel, die Mascioni als opus 1007 im Jahr 1977 erbaute.
Das Instrument verfügt über eine elektrische Traktur mit 24 Registern; 6 echte und 18 Transmissionen und Extensionen. Der Spieltisch ist dem Altar zugewandt und lehnt sich an den Orgelkörper an. Er verfügt über zwei Klaviaturen mit je 58 Tasten und ein radiales konkaves Pedal mit 30 Tasten;.
Die Orgel ist von einem geometrisch gestalteten hölzernen Gehäuse umgeben. Dieser ist in zwei Körper unterteilt, von denen jeder eine eigene Ausstellung besitzt, die aus flügelartig angeordneten Pfeifen des Prinzipal mit horizontal ausgerichteten Gehrungsmündungen besteht. Auf der Rückseite des Gehäuses befinden sich, von hinten gesehen, rechts die Holzpfeifen des Bordone 16’ und links die ersten 12 Holzpfeifen des Prinzipals.

#### Orgel in der Kapelle der Heiligen Katharina
In der Katharinenkapelle befindet sich auf der hölzernen Cantoria an der Gegenfassade über der Tür, die die Kapelle mit der Basilika verbindet, eine Orgel, die 1833 von Paolo Chiesa gebaut und 1986 von der Firma Mascioni aus Cuvio restauriert wurde. Das Instrument hat eine vollmechanische Traktur mit 15 Registern. Der Spieltisch ist verglast und besteht aus einem einzigen 50 Tasten umfassenden Manual mit Kurzer Oktave und einem Pedal mit 17 Tasten, ebenfalls mit kurzer Oktave. Die Orgel ist von einem schlichten, mit Schnitzereien und Vergoldungen verzierten Holzgehäuse umgeben. In der Mitte befindet sich das Werk, bestehend aus 25 Flötenpfeifen, die in einem einzigen Höcker mit horizontal ausgerichteten, auf Gehrung geschnittenen Mündungen angeordnet sind, flankiert von zwei Paaren toskanischer Pilaster.